# Фјаменга (Перуђа)
Фјаменга је насеље у Италији у округу Перуђа, региону Умбрија.
Према процени из 2011. у насељу је живело 558 становника. Насеље се налази на надморској висини од 213 м.